# Ксьонжниця
Ксьонжниця (пол. Książnica, нім. Pfaffendorf) — село в Польщі, у гміні Дзержонюв Дзержоньовського повіту Нижньосілезького воєводства.
Населення — 427 осіб (2011).
У 1975-1998 роках село належало до Валбжиського воєводства.

## Демографія
Демографічна структура станом на 31 березня 2011 року:
|          | Загалом | Допрацездатний вік | Працездатний вік | Постпрацездатний вік |
| -------- | ------- | ------------------ | ---------------- | -------------------- |
| Чоловіки | 208     | 36                 | 153              | 19                   |
| Жінки    | 219     | 43                 | 134              | 42                   |
| Разом    | 427     | 79                 | 287              | 61                   |